# Cronquist-rendszer
A Cronquist-rendszer egy növényrendszertani osztályozás, ami a zárvatermőket tárgyalja. A rendszert Arthur Cronquist (1919-1992) írta le munkáiban: An Integrated System of Classification of Flowering Plants (1981) és The Evolution and Classification of Flowering Plants (1968; 2nd edition, 1988).
Cronquist rendszere a zárvatermőket két fő osztályba sorolja, az egyik a Magnoliopsida (kétszikűek), a másik a Liliopsida (egyszikűek). Az osztályokon belül a növénynemzetségeket alosztályokba csoportosította.
A rendszer eredeti és különböző módosított változatai a mai napig széles körben használatosok, ám sok botanikus tér át az Angiosperm Phylogeny Group osztályozására, az APG II-rendszerre.
A Cronquist-rendszer, ahogy az An Integrated System of Classification of Flowering Plants (1981): 
- Magnoliophyta (= zárvatermők)
Magnoliopsida osztálya (= Kétszikűek)
alosztály I. Magnoliidae
rend 1. Magnoliales
család 1. Winteraceae
család 2. Degeneriaceae
család 3. Himantandraceae
család 4. Eupomatiaceae
család 5. Austrobaileyaceae
család 6. Magnoliaceae
család 7. Lactoridaceae
család 8. Annonaceae
család 9. Myristicaceae
család 10. Canellaceae
rend 2. Laurales
család 1. Amborellaceae
család 2. Trimeniaceae
család 3. Monimiaceae
család 4. Gomortegaceae
család 5. Calycanthaceae
család 6. Lauraceae
család 7. Hernandiaceae
rend 3. Piperales
család 1. Chloranthaceae
család 2. Saururaceae
család 3. Piperaceae
rend 4. Aristolochiales
család 1. Aristolochiaceae
rend 5. Illiciales
család 1. Illiciaceae
család 2. Schisandraceae
rend 6. Nymphaeales
család 1. Nelumbonaceae
család 2. Nymphaeaceae
család 3. Barclayaceae
család 4. Cabombaceae
család 5. Ceratophyllaceae
rend 7. Ranunculales
család 1. Ranunculaceae
család 2. Circaeasteraceae
család 3. Berberidaceae
család 4. Sargentodoxaceae
család 5. Lardizabalaceae
család 6. Menispermaceae
család 7. Coriariaceae
család 8. Sabiaceae
rend 8. Papaverales
család 1. Papaveraceae
család 2. Fumariaceae
alosztály II. Hamamelididae
rend 1. Trochodendrales
család 1. Tetracentraceae
család 2. Trochodendraceae
rend 2. Hamamelidales
család 1. Cercidiphyllaceae
család 2. Eupteliaceae
család 3. Platanaceae
család 4. Hamamelidaceae
család 5. Myrothamnaceae
rend 3. Daphniphyllales
család 1. Daphniphyllaceae
rend 4. Didymelales
család 1. Didymelaceae
rend 5. Eucommiales
család 1. Eucommiaceae
rend 6. Urticales
család 1. Barbeyaceae
család 2. Ulmaceae
család 3. Cannabaceae
család 4. Moraceae
család 5. Cecropiaceae
család 6. Urticaceae
rend 7. Leitneriales
család 1. Leitneriaceae
rend 8. Juglandales
család 1. Rhoipteleaceae
család 2. Juglandaceae
rend 9. Myricales
család 1. Myricaceae
rend 10. Fagales
család 1. Balanopaceae
család 2. Fagaceae
család 3. Betulaceae
rend 11. Casuarinales
család 1. Casuarinaceae
alosztály III. Caryophyllidae
rend 1. Caryophyllales
család 1. Phytolaccaceae
család 2. Achatocarpaceae
család 3. Nyctaginaceae
család 4. Aizoaceae
család 5. Didiereaceae
család 6. Cactaceae
család 7. Chenopodiaceae
család 8. Amaranthaceae
család 9. Portulacaceae
család 10. Basellaceae
család 11. Molluginaceae
család 12. Caryophyllaceae
rend 2. Polygonales
család 1. Polygonaceae
rend 3. Plumbaginales
család 1. Plumbaginaceae
alosztály IV. Dilleniidae
rend 1. Dilleniales
család 1. Dilleniaceae
család 2. Paeoniaceae
rend 2. Theales
család 1. Ochnaceae
család 2. Sphaerosepalaceae
család 3. Sarcolaenaceae
család 4. Dipterocarpaceae
család 5. Caryocaraceae
család 6. Theaceae
család 7. Actinidiaceae
család 8. Theaceae
család 9. Scytopetalaceae
család 10. Tetrameristaceae
család 11. Pellicieraceae
család 12. Oncothecaceae
család 13. Marcgraviaceae
család 14. Quiinaceae
család 15. Elatinaceae
család 16. Paracryphiaceae
család 17. Medusagynaceae
család 18. Clusiaceae
rend 3. Malvales
család 1. Elaeocarpaceae
család 2. Tiliaceae
család 3. Sterculiaceae
család 4. Bombacaceae
család 5. Malvaceae
rend 4. Lecythidales
család 1. Lecythidaceae
rend 5. Nepenthales
család 1. Sarraceniaceae
család 2. Nepenthaceae
család 3. Droseraceae
rend 6. Violales
család 1. Flacourtiaceae
család 2. Peridiscaceae
család 3. Bixaceae
család 4. Cistaceae
család 5. Huaceae
család 6. Lacistemataceae
család 7. Scyphostegiaceae
család 8. Stachyuraceae
család 9. Violaceae
család 10. Tamaricaceae
család 11. Frankeniaceae
család 12. Dioncophyllaceae
család 13. Ancistrocladaceae
család 14. Turneraceae
család 15. Malesherbiaceae
család 16. Passifloraceae
család 17. Achariaceae
család 18. Caricaceae
család 19. Fouquieriaceae
család 20. Hoplestigmataceae
család 21. Cucurbitaceae
család 22. Datiscaceae
család 23. Begoniaceae
család 24. Loasaceae
rend 7. Salicales
család 1. Salicaceae
rend 8. Capparales
család 1. Tovariaceae
család 2. Capparaceae
család 3. Brassicaceae
család 4. Moringaceae
család 5. Resedaceae
rend 9. Batales
család 1. Gyrostemonaceae
család 2. Bataceae
rend 10. Ericales
család 1. Cyrillaceae
család 2. Clethraceae
család 3. Grubbiaceae
család 4. Empetraceae
család 5. Epacridaceae
család 6. Ericaceae
család 7. Pyrolaceae
család 8. Monotropaceae
rend 11. Diapensiales
család 1. Diapensiaceae
rend 12. Ebenales
család 1. Sapotaceae
család 2. Ebenaceae
család 3. Styracaceae
család 4. Lissocarpaceae
család 5. Symplocaceae
rend 13. Primulales
család 1. Theophrastaceae
család 2. Myrsinaceae
család 3. Primulaceae
alosztály V. Rosidae
rend 1. Rosales
család 1. Brunelliaceae
család 2. Connaraceae
család 3. Eucryphiaceae
család 4. Cunoniaceae
család 5. Davidsoniaceae
család 6. Dialypetalanthaceae
család 7. Pittosporaceae
család 8. Byblidaceae
család 9. Hydrangeaceae
család 10. Columelliaceae
család 11. Grossulariaceae
család 12. Greyiaceae
család 13. Bruniaceae
család 14. Anisophylleaceae
család 15. Alseuosmiaceae
család 16. Crassulaceae
család 17. Cephalotaceae
család 18. Saxifragaceae
család 19. Rosaceae
család 20. Neuradaceae
család 21. Crossosomataceae
család 22. Chrysobalanaceae
család 23. Surianaceae
család 24. Rhabdodendraceae
rend 2. Fabales
család 1. Mimosaceae
család 2. Caesalpiniaceae
család 3. Fabaceae
rend 3. Proteales
család 1. Elaeagnaceae
család 2. Proteaceae
rend 4. Podostemales
család 1. Podostemaceae
rend 5. Haloragales
család 1. Haloragaceae
család 2. Gunneraceae
rend 6. Myrtales
család 1. Sonneratiaceae
család 2. Lythraceae
család 3. Penaeaceae
család 4. Crypteroniaceae
család 5. Thymelaeaceae
család 6. Trapaceae
család 7. Myrtaceae
család 8. Punicaceae
család 9. Onagraceae
család 10. Oliniaceae
család 11. Melastomataceae
család 12. Combretaceae
rend 7. Rhizophorales
család 1. Rhizophoraceae
rend 8. Cornales
család 1. Alangiaceae
család 2. Nyssaceae
család 1. Cornaceae
család 2. Garryaceae
rend 9. Santalales
család 1. Medusandraceae
család 2. Dipentodontaceae
család 3. Olacaceae
család 4. Opiliaceae
család 5. Santalaceae
család 6. Misodendraceae
család 7. Loranthaceae
család 8. Viscaceae
család 9. Eremolepidaceae
család 10. Balanophoraceae
rend 10. Rafflesiales
család 1. Hydnoraceae
család 2. Mitrastemonaceae
család 3. Rafflesiaceae
rend 11. Celastrales
család 1. Geissolomataceae
család 2. Celastraceae
család 3. Hippocrateaceae
család 4. Stackhousiaceae
család 5. Salvadoraceae
család 6. Aquifoliaceae
család 7. Icacinaceae
család 8. Aextoxicaceae
család 9. Cardiopteridaceae
család 10. Corynocarpaceae
család 11. Dichapetalaceae
rend 12. Euphorbiales
család 1. Buxaceae
család 2. Simmondsiaceae
család 3. Pandaceae
család 4. Euphorbiaceae
rend 13. Rhamnales
család 1. Rhamnaceae
család 2. Leeaceae
család 3. Vitaceae
rend 14. Linales
család 1. Erythroxylaceae
család 2. Humiriaceae
család 3. Ixonanthaceae
család 4. Hugoniaceae
család 5. Linaceae
rend 15. Polygalales
család 1. Malpighiaceae
család 2. Vochysiaceae
család 3. Trigoniaceae
család 4. Tremandraceae
család 5. Polygalaceae
család 6. Xanthophyllaceae
család 7. Krameriaceae
rend 16. Sapindales
család 1. Staphyleaceae
család 2. Melianthaceae
család 3. Bretschneideraceae
család 4. Akaniaceae
család 5. Sapindaceae
család 6. Hippocastanaceae
család 7. Aceraceae
család 8. Burseraceae
család 9. Anacardiaceae
család 10. Julianiaceae
család 11. Simaroubaceae
család 12. Cneoraceae
család 13. Meliaceae
család 14. Rutaceae
család 15. Zygophyllaceae
rend 17. Geraniales
család 1. Oxalidaceae
család 2. Geraniaceae
család 3. Limnanthaceae
család 4. Tropaeolaceae
család 5. Balsaminaceae
rend 18. Apiales
család 1. Araliaceae
család 2. Apiaceae
alosztály VI. Asteridae
rend 1. Gentianales
család 1. Loganiaceae
család 2. Retziaceae
család 3. Gentianaceae
család 4. Saccifoliaceae
család 5. Apocynaceae
család 6. Asclepiadaceae
rend 2. Solanales
család 1. Duckeodendraceae
család 2. Nolanaceae
család 3. Solanaceae
család 4. Convolvulaceae
család 5. Cuscutaceae
család 6. Menyanthaceae
család 7. Polemoniaceae
család 8. Hydrophyllaceae
rend 3. Lamiales
család 1. Lennoaceae
család 2. Boraginaceae
család 3. Verbenaceae
család 4. Lamiaceae
rend 4. Callitrichales
család 1. Hippuridaceae
család 2. Callitrichaceae
család 3. Hydrostachyaceae
rend 5. Plantaginales
család 1. Plantaginaceae
rend 6. Scrophulariales
család 1. Buddlejaceae
család 2. Oleaceae
család 3. Scrophulariaceae
család 4. Globulariaceae
család 5. Myoporaceae
család 6. Orobanchaceae
család 7. Gesneriaceae
család 8. Acanthaceae
család 9. Pedaliaceae
család 10. Bignoniaceae
család 11. Mendonciaceae
család 12. Lentibulariaceae
rend 7. Campanulales
család 1. Pentaphragmataceae
család 2. Sphenocleaceae
család 3. Campanulaceae
család 4. Stylidiaceae
család 5. Donatiaceae
család 6. Brunoniaceae
család 7. Goodeniaceae
rend 8. Rubiales
család 1. Rubiaceae
család 2. Theligonaceae
rend 9. Dipsacales
család 1. Caprifoliaceae
család 2. Adoxaceae
család 3. Valerianaceae
család 4. Dipsacaceae
rend 10. Calycerales
család 1. Calyceraceae
rend 11. Asterales
család 1. Asteraceae
Liliopsida osztálya (= Egyszikűek)
alosztály I. Alismatidae
rend 1. Alismatales
család 1. Butomaceae
család 2. Limnocharitaceae
család 3. Alismataceae
rend 2. Hydrocharitales
család 1. Hydrocharitaceae
rend 3. Najadales
család 1. Aponogetonaceae
család 2. Scheuchzeriaceae
család 3. Juncaginaceae
család 4. Potamogetonaceae
család 5. Ruppiaceae
család 6. Najadaceae
család 7. Zannichelliaceae
család 8. Posidoniaceae
család 9. Cymodoceaceae
család 10. Zosteraceae
rend 4. Triuridales
család 1. Petrosaviaceae
család 2. Triuridaceae
alosztály II. Arecidae
rend 1. Arecales
család 1. Arecaceae
rend 2. Cyclanthales
család 1. Cyclanthaceae
rend 3. Pandanales
család 1. Pandanaceae
rend 4. Arales
család 1. Araceae
család 2. Lemnaceae
alosztály III. Commelinidae
rend 1. Commelinales
család 1. Rapateaceae
család 2. Xyridaceae
család 3. Mayacaceae
család 4. Commelinaceae
rend 2. Eriocaulales
család 1. Eriocaulaceae
rend 3. Restionales
család 1. Flagellariaceae
család 2. Joinvilleaceae
család 3. Restionaceae
család 4. Centrolepidaceae
rend 4. Juncales
család 1. Juncaceae
család 2. Thurniaceae
rend 5. Cyperales
család 1. Cyperaceae
család 2. Poaceae
rend 6. Hydatellales
család 1. Hydatellaceae
rend 7. Typhales
család 1. Sparganiaceae
család 2. Typhaceae
alosztály IV. Zingiberidae
rend 1. Bromeliales
család 1. Bromeliaceae
rend 2. Zingiberales
család 1. Strelitziaceae
család 2. Heliconiaceae
család 3. Musaceae
család 4. Lowiaceae
család 5. Zingiberaceae
család 6. Costaceae
család 7. Cannaceae
család 8. Marantaceae
alosztály V. Liliidae
rend 1. Liliales
család 1. Philydraceae
család 2. Pontederiaceae
család 3. Haemodoraceae
család 4. Cyanastraceae
család 5. Liliaceae
család 6. Iridaceae
család 7. Velloziaceae
család 8. Aloeaceae
család 9. Agavaceae
család 10. Xanthorrhoeaceae
család 11. Hanguanaceae
család 12. Taccaceae
család 13. Stemonaceae
család 14. Smilacaceae
család 15. Dioscoreaceae
rend 2. Orchidales
család 1. Geosiridaceae
család 2. Burmanniaceae
család 3. Corsiaceae
család 4. Orchidaceae